# Gnophos dubitaria
Gnophos dubitaria là một loài bướm đêm trong họ Geometridae.